# Sten Scheibye
Sten Scheibye (født 3. oktober 1951) er en dansk erhvervsmand og tidligere formand for bestyrelserne i Novo Nordisk Fonden, Novo Holdings A/S, Industriens Fond, Rich. Müller Fonden, RMIG A/S, Healthcare DENMARK og Knud Højgaards Fond.
Han var administrerende direktør i Coloplast A/S fra 1995 til 2008, og har derudover været medlem af bestyrelsen i Novo Nordisk A/S fra 2003 og frem til 2013 (som formand fra 2006–2013).
Han har en ph.d. i organisk kemi fra Aarhus Universitet (1981), en kandidatgrad i fysik og kemi samme sted (1978) og en bachelorgrad (marketing) fra CBS (1983).

## Baggrund
Han er uddannet på Aarhus Universitet, hvorfra han har en cand.scient. i Kemi og Fysik fra 1978 og en lic.scient. i organisk kemi fra 1981. Samtidig med licentiatstudiet begyndte han på 1. del af en HD i Marketing, som han færdiggjorde på Copenhagen Business School i 1983.
Karrieren tog sin start i Leo Pharma, der dengang hed Løvens kemiske Fabrik. Scheibye havde adskillige stillinger i Leo Pharma igennem 12 år fra 1981 til 1993 - senest som koncerndirektør med ansvar for salg og markedsføring af lægemidler.
I 1993 blev han koncerndirektør for salg og marketing i Coloplast, indtil han to år efter, i 1995 blev selskabets administrerende direktør. Henover de næste 13 år, med Scheibye i spidsen, seksdoblede Coloplast sin omsætning, syvdoblede sit overskud og ottedoblede sin aktiekurs. I 2008 stoppede Scheibye, som administrerende direktør i Coloplast, hvorefter han har haft en række bestyrelsesposter.
Privat er han gift med fysioterapeut Annemette Scheibye Elbrønd. Sammen har parret to voksne børn og bor i Rungsted.

## Aktive bestyrelsesposter
- Novo Nordisk Fonden (2012 - 2018[6]. Formand fra 2013)
- Novo Holdings A/S (2013 – 2018[6]. Formand fra 2013)
- Industriens Fond (2008 – nu. Formand fra 2011)
- Knud Højgaards Fond (2011- nu. Formand fra 2014)
- Højgaard Ejendomme A/S (2014-nu. Formand fra 2014)
- Rich. Müller-Fonden (2011 – nu. Formand fra 2013)
- RMIG A/S (2011- nu. Formand fra 2013)
- Healthcare DENMARK (2015-nu. Formand fra 2015)[2]